# Öreglak
Öreglak község a Dél-Dunántúli régióban, Somogy vármegyében, a Fonyódi járásban.

## Fekvése
A Dunántúli-dombság Somogyi-dombságában fekszik, Somogy vármegye északi részén, a Nagyberek déli peremén. Észak-déli irányban a Kaposvár-Fonyód közti 6701-es út halad át a településen, amely útból itt ágazik ki nyugat felé a Nikla-Csömend érintésével Marcaliig vezető 6704-es út. A legközelebbi városok: 8 kilométerre Lengyeltóti és 15 kilométerre Fonyód.

### Megközelítése
Közúton a Lengyeltótiból Marcaliba vezető úton, amely út az elkészültekor, 1890-ben, fontos hadiútnak számított Szerbia felé.
Vasúton a település a MÁV 36-os számú, Kaposvár–Fonyód-vasútvonalán érhető el, amelynek egy megállási pontja van itt, Öreglak megállóhely.
A közlekedés busszal és vonattal egyaránt jó; előbbiből kilenc járat, utóbbiból nyolc érinti naponta Öreglakot.

## Közélet

### Önkormányzat
- Cím: 8697 Öreglak, Fő u. 14.
- Tel.: 85/530-039
- Fax: 85/530-013
- E-mail: polghiv@oreglak.hu
- Hivatalos honlap:www.oreglak.hu Archiválva 2009. szeptember 19-i dátummal a Wayback Machine-ben

### Településvezetés
- 1977–1989 között Öreglak a lengyeltóti székhelyű közös tanácshoz tartozott. 1980-tól a közös tanács elnöke Papszt Lajos volt.
- 1989–1990 között Horváth Endre (MSZP) vezette a községet, társadalmi megbízatású tanácselnökként.

#### Polgármesterek 1990 után
- 1990–1994: Horváth Endre (MSZP)[3]
- 1994–1998: Horváth Endre (MSZP)[4]
- 1998–2002: Horváth Endre (MSZP)[5]
- 2002–2006: Horváth Endre (MSZP)[6]
- 2006–2010: Maczucza Miklós (független)[7]
- 2010–2014: Maczucza Miklós (független)[8]
- 2014–2019: Maczucza Miklós (független)[9]
- 2019–2024: Kovács Károly (független)[10]
- 2024– : Kovács Károly (független)[1]

| 1990-'94      | 1994-'98      | 1998-'02      | 2002-'06      | 2006-'10        | 2010-'14        | 2014-'19        | 2019-'24      | 2024-         |
| ------------- | ------------- | ------------- | ------------- | --------------- | --------------- | --------------- | ------------- | ------------- |
| Horváth Endre | Horváth Endre | Horváth Endre | Horváth Endre | Maczucza Miklós | Maczucza Miklós | Maczucza Miklós | Kovács Károly | Kovács Károly |
|               |               |               |               |                 |                 |                 |               |               |
| MSZP          | MSZP          | MSZP          | MSZP          | –               | –               | –               | –             | –             |
|               |               |               |               |                 |                 |                 |               |               |

## Története
A falut régen áthatolhatatlan mocsár választotta el a megye egykori központjától, Somogyvártól, a lápból itt emelkedik ki Kupavár dombja, mely Koppány vezér birtoka volt. A magaslatról belátni az egész Balatont, sőt a zalai és a veszprémi részeket is.
A település környéke már a bronzkor óta lakott.
Első ismert írásos említése az 1332-1337-es pápai tizedjegyzékből származik, már akkor egyházas hely volt.
1449-ben csak Lak alakban említették az oklevelek, akkor a Bő nemzetségbeli Laki Thúz, Létai és a Szecsényi (Szőcsényi) családok egyezkedtek fölötte.
1484-ben, Laki Thúz Miklós halála után, testvérének Thúz Jánosnak hűtlensége miatt, Mátyás király a helységet Corvin Jánosnak adományozta; a király halála után azonban Thúz János fiai, Alfonz és Mátyás, 1494-ben kérvényezták II. Ulászló királytól, hogy adja vissza a tőlük elvett birtokokat. Folyamodványuk eredménytelen maradt, II. Ulászló ugyanis 1500-ban arra utasította a székesfehérvári káptalant, hogy Corvin Jánost és Enyingi Török Imrét vezesse be Lakvár és tartozékai birtokába.
II. Lajos Lak várát butsányi Korláthkői Péternek adományozta, miután pedig ő 1526-ban Mohácsnál lelvén halálát, a várat özvegye vette birtokába. Szapolyai János király ennek ellenére a várat Bakits Péternek adományozta, akitől később enyingi Török Bálint elvette azt.
Wárday Pál esztergomi érsek és királyi helytartó 1542-ben, kevéssel azután, hogy Török Bálint Szulejmán fogságába került, elvette nejétől, szül. Pempflinger Katalintól, és Báthori Andrásnak adományozta. Ezen adományozás ellen azonban Korláthkői Péter leányai tiltakozást jelentettek be. Wárday érsek ennek hatására megmásította korábbi döntését, és elrendelte, hogy Lakvár birtokába és tartozékaiba Korláthkői Péter leányai, Anna és Erzse iktattassanak be.
1548-ban Butsányi Korláthkői Erzse Nyáry Ferenczné, összes lakvári birtokrészét átadta nővérének, Annának Ormosdi Székely Ferencznének. Korláthkői Annát 1549-ben vezették be Lakvárába és tartozékaiba.
1550-ben Tahy Ferenc vette meg 1200 forintért, majd 1559-ben ő és felesége, Zrínyi Ilona, a vár tartozékait is megvették. Tahy Ferenc egyik lányát, Margitot, Orsich Kristóf vette feleségül. Leánya, Ilona, Jankovics Györgyné lett. Tahy Ferenc második leányát, Annát, Gyulaffy György, Csobánc vár ura vette feleségül s ekként a Tahy-örökség két részre vált. Gyulaffy László 1678-ban elzálogosította az ő részét Gorup Ferenc győri prépostnak, ez pedig zálogba adta öccsének, Péternek. Tőle, 1687-ben, Jankovics Péter váltotta ki s ekként Lakvár mindkét része a Jankovics családé lett.
Az 1680 évi osztozkodás alkalmával Jankovics István kapta.
1566-ban a vár török kézre került, akik az 1568-1569 évi zsoldlajstrom szerint 138, az 1628-1629 évi zsoldlajstrom szerint 93 emberből álló őrséget tartottak a várban, Jankovics István 1697-ben királyi megerősítést nyert Lakvárra és tartozékaira. Élete alkonyát itteni kastélyában töltötte, ahol 1708 május 25-én rác rablók meggyilkolták.
1715-ben 16 háztartást írtak itt össze. Mindvégig a Jankovicsok voltak az urai, a 20. század elején pedig Jankovics-Bésán Józsefnek volt itt nagyobb birtoka és szép kastélya.
A 20. század elején Somogy vármegye Lengyeltóti járásához tartozott.
1910-ben 1385 lakosából 1382 magyar volt. Ebből 1354 római katolikus, 10 református, 14 izraelita volt.
A településhez tartozott egykor Baráti puszta és Vasad puszta is.

### Baráti puszta
Baráti puszta a Gutkeled nemzetség ősi birtoka volt, amelyet az e nemzetségből származó Felső-Lendvai I. Miklós még 1323 előtt a vasmegyei Iváncért elcserélt.

### Vasad puszta
Vasad puszta a középkorban falu volt, neve szerepelt az 1332-1337 évi pápai tizedjegyzékben is Vosad néven.
1408-ban a Misel nemzetségbeli Vörös János fiai: Illés, Dénes és Péter birtoka.
1726-ban már puszta és Jankovics Istváné volt, 1733-ban pedig Lengyel Miklós özvegyéé.

## Egyházi közigazgatás

### Római katolikus egyház
A Kaposvári egyházmegye (Kaposvári Püspökség) Somogyvári Esperesi Kerületéhez tartozik. Önálló plébániával rendelkezik. Plébániatemplomának védőszentje Szent Anna. Fíliaként hozzátartozik: Barátihegy, Kisberény, Pusztakovácsi, Libickozma, Somogyfajsz.

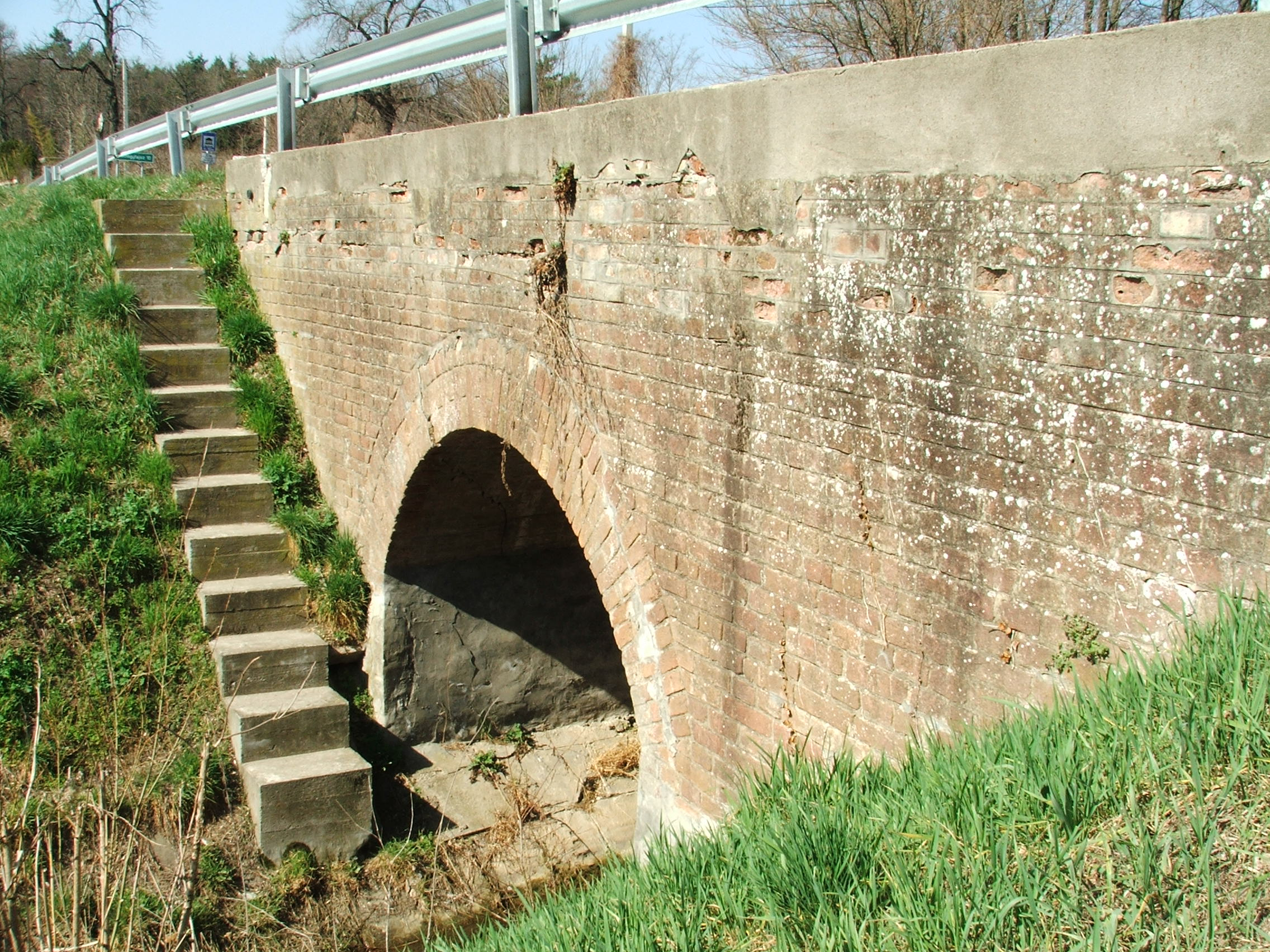
Falazott, boltozott egynyílású műemlék közúti híd a Medvagya patakon

## Népesség
A település népességének változása:
| Lakosok száma | 1572 | 1526 | 1537 | 1503 | 1524 | 1506 | 1497 |
|               | 2013 | 2014 | 2015 | 2021 | 2022 | 2023 | 2024 |

A 2011-es népszámlálás során a lakosok 89,8%-a magyarnak, 13,8% cigánynak, 0,7% németnek mondta magát (9,8% nem nyilatkozott; a kettős identitások miatt a végösszeg nagyobb lehet 100%-nál). A vallási megoszlás a következő volt: római katolikus 70,2%, református 2,6%, evangélikus 0,8%, görögkatolikus 0,2%, felekezet nélküli 7,7% (17,2% nem nyilatkozott).
2022-ben a lakosság 87,3%-a vallotta magát magyarnak, 8,7% cigánynak, 1,1% németnek, 0,2% ukránnak, 0,1-0,1% horvátnak, bolgárnak és románnak, 0,9% egyéb, nem hazai nemzetiségűnek (12,2% nem nyilatkozott; a kettős identitások miatt a végösszeg nagyobb lehet 100%-nál). Vallásuk szerint 41,4% volt római katolikus, 1,3% református, 0,8% evangélikus, 0,1% görög katolikus, 0,1% izraelita, 0,5% egyéb keresztény, 1% egyéb katolikus, 7,8% felekezeten kívüli (46,7% nem válaszolt).

## Nevezetességei
- Római katolikus (Szent Anna-) templom: 1751-ben épült, barokk stílusban. A 19. század elején klasszicista stílusban átépítették.
- Jankovich-kúria: gróf Jankovich Bésán Elemér építtette.
- Római katolikus kápolna: 1815-ben épült, késő barokk stílusban.
- Millenniumi emlékoszlop
- Két XIX. századi műemlék kőhíd az Öreglak–Marcali összekötőúton

## A település az irodalomban
- Öreglak, illetve annak vára, mint a 16. század végi észak-somogyi védelmi rendszer egyik fontos erőssége megjelenik Fekete István író A koppányi aga testamentuma című ifjúsági regényében, annak egyik kevésbé lényeges, de többször is említett helyszíneként.

## Külső hivatkozások
- Öreglak hivatalos honlapja Archiválva 2009. szeptember 19-i dátummal a Wayback Machine-ben
- Öreglak térképe Archiválva 2011. október 11-i dátummal a Wayback Machine-ben
- http://www.poganyvolgy.hu/ Archiválva 2012. június 6-i dátummal a Wayback Machine-ben